# Aliens vs. Predator: Requiem
Aliens vs. Predator: Requiem (Aliens vs. Depredador 2 en Hispanoamérica, Aliens vs. Predator 2 en España) es una película de 2007 dirigida por los hermanos Strause. Secuela de Alien vs. Predator (2004), Aliens vs. Predator: Requiem comenzó a ser rodada en septiembre de 2006 para finalmente ser estrenada en diciembre de 2007.

## Argumento
Después de los eventos de Alien vs. Predator, la nave de los depredadores se aleja de la Tierra y vuelve a su planeta de origen. En el camino el Revientapechos predalien emerge del cuerpo del depredador Scar, se esconde en la nave hasta desarrollarse completamente y comienza a asesinar a la tripulación de la nave. Antes que la nave pierda control y caiga en la Tierra, un miembro de la tripulación logra enviar una señal de alerta a su mundo de origen, la que es captada por Wolf, un solitario yautja que de inmediato prepara su arsenal y se dirige a la Tierra.
La nave cae en un bosque en Colorado, Estados Unidos, y algunos abrazacaras que se encontraban en la nave son liberados. Buddy Benson y su hijo Sam están cazando en el bosque cuando ven la nave estrellarse y cuando van a investigar son sorprendidos por unos abrazacaras que los atacan e infestan, con ambos emergiendo dos Xenomorfos. 
A su vez, el exconvicto Dallas Howard regresa a Gunnison tras cumplir una condena en prisión. Es recibido por el sheriff Eddie Morales y se reúne con su hermano menor, Ricky, que trabaja en una pizzería local, tiene un interés romántico en su compañera Jessie y es constantemente acosado por su novio Dale y dos de sus amigos. Kelly O'Brien también acaba de regresar al pueblo tras cumplir su servicio militar, y se reúne con su esposo Tim y su hija a la que le regale unas gafas de visión nocturna. Después, algunos abrazacaras se dirigen a las cloacas e infestan a un grupo de Vagabundos que se encontraban allí.
Cuando Wolf llega a la Tierra, encuentra la nave y reúne muestras para rastrear a los xenomorfos, luego inicia la secuencia de autodestrucción de la nave que explota, eliminando la evidencia de la existencia de los Xenomorfos y sus compañeros caídos. Darcy, la esposa de Buddy y madre de Sam, preocupada por la desaparición de su esposo e hijo, le pide a Eddie que organice una búsqueda. En la noche, mientras se llevaba a cabo la búsqueda, Wolf encuentra los cuerpos de Buddy y su hijo Sam junto a los abrazacaras que los infestaron y los disuelve con un líquido corrosivo azul; mientras lo hace, un policía llamado Ray Addams se topa con este y lo espía desde la lejania, pero en eso su radio se activa, alertando a Wolf; aunque huye lo más rápido posible, Wolf logra interceptarlo y eliminarlo. A la mañana siguiente, Carrie, esposa de Ray, que trabajaba como mesera en un restaurante y estaba embarazada, preocupada avisa a Eddie que Ray no regresó y le pide que lo encuentre. En el bosque Eddie y un compañero buscan por todo el bosque y luego de unos momentos, horrorizados, encuentran el cuerpo de Ray desollado por Wolf, colgando de un árbol.
En otra parte, Wolf llega a las alcantarillas y encuentra los cuerpos de los vagabundos en un nido el cual desintegra junto con los cuerpos con el líquido azul, y más tarde pone algunas trampas. Después lucha con un grupo de aliens y el Predalien, y cuando la batalla llega a la superficie, los xenomorfos se dispersan por toda la ciudad. Un Xenomorfo y el Predalien llegan al restaurante donde trabaja Carrie, matando al cocinero e infestando la panza de Carrie, que muere tras la explosión de su útero a mano de los chestburster, que devoraron a su feto. Mientras tanto, Wolf persigue a un xenomorfo hasta la central eléctrica del pueblo, donde se desata una pelea la cual daña el lugar y deja el pueblo sin energía; durante la pelea, uno de los cañones de plasma de Wolf es dañado, por lo que este los modifica para que funcionen como arma de mano. Ricky y Jessie, que estaban en la piscina de la escuela local, son interrumpidos por Dale y sus amigos, los cuales se pelean con Ricky; en eso un Xenomorfo aparece y mata a los amigos de Dale mientras el grupo escapaba del lugar. A su vez, otro xenomorfo ataca la casa de los O'Brien, matando a Tim, mientras que Kelly huye con su hija. Darcy llega al restaurante de Carrie a buscarla ya que las dos iban a pasar la noche juntas, pero encuentra el cuerpo de esta en el suelo, con el estómago abierto brutalmente desde dentro.
Los xenomorfos comienzan a infestar más y más gente, aterrorizando el pueblo. En la investigación del accidente en la central eléctrica, Eddie le informa a la comisaría que evacuen a los ciudadanos y contacte con la Guardia Nacional de los Estados Unidos para pedir ayuda, Ricky, Dale y Jessie llegan a la central y se topan con Eddie y Dallas, diciéndoles que algo los atacó en la escuela y deciden ir a la comisaría. Durante la evacuación, Wolf se encuentra en un árbol cauterizando sus heridas y observa como las personas huyen del pueblo aterradas. En el camino a la comisaría, se topan con Darcy llena de miedo y llorando por la muerte de Carrie y su feto; Dallas al decir que la ayuda no llegará a tiempo, el grupo se dirige a una casa de empeño cercana a buscar armas para defenderse. Mientras tanto,  Un convoy de la Guardia Nacional llega al pueblo, desplegando sus tropas, y Eddie logra hacer contacto con el líder del grupo; pero rápidamente todos los soldados son masacrados por los xenomorfos; después se topan con los encargados del lugar y posteriormente, Kelly y su hija aparecen en el lugar; poco después varios xenomorfos y Wolf llegan al lugar, enfrascandose en una pelea en donde Dale y los encargados de la tienda mueren, mientras los demás escapan. Mientras tanto, el Predalien se dirige a un hospital, donde infesta a las mujeres embarazadas directamente colocando sus huevos de embrión en ellas a través de su tráquea, sin abrazacaras.
El grupo llega al convoy militar, toman las armas y radio de los soldados caídos y Eddie logran hacer contacto con un coronel de la USAF que les dice que reúnan a todos los sobrevivientes en el centro de la pueblo y esperen allí los helicópteros de evacuación. Kelly y Dallas sospechan de las intenciones de los militares ya que es tácticamente absurdo poner el centro del pueblo como punto de extracción a menos que deseen reunir a todos los testigos en un solo lugar para acabarlos al mismo tiempo. Eddie rechaza la idea prefiriendo creer ciegamente en el ejército, por lo que Dallas propone escapar en el helicóptero del hospital del pueblo por su propia cuenta, idea apoyada por Kelly con su hija, Jessie, Ricky y su jefe, por lo que juntos van al hospital mientras el sheriff Morales, Darcy y el resto de ciudadanos decidieron atrincherarse y resistir en la zona de evacuación. 
En el hospital, los xenomorfos habían creado una colmena, tras infestar a todas las mujeres embarazadas que murieron con el estallido de sus vientres por los chestburster. El grupo logra llegar y posteriormente también Wolf; mientras iban a la terraza, el jefe de Ricky es asesinado por un xenomorfo, a la vez que Wolf se enfrenta al predalien y a varios xenomorfos; en medio del enfrentamiento Jessie muere en el fuego cruzado, Ricky es herido gravemente por el predalien y Wolf pierde su cañón de mano; Dallas coge el cañón de Wolf, después que el yautja cayese por el hueco de un ascensor y corren a la terraza del hospital donde esta el helicóptero, pero son atacados por xenomorfos, afortunadamente consiguen escapar. Tras eliminar a algunos xenomorfos, Wolf llega a la terraza, donde encuentra al Predalien, y posteriormente se enfrascan en una lucha a muerte, donde ambos son heridos de gravedad.
En el helicóptero ya estando lejos, el grupo ve un F-22 Raptor llegando al lugar, para después arrojar un misil termonuclear al centro del pueblo, antes del impacto, Eddie y Darcy ven con impotencia el caza aproximarse. El misil impacta y termina explotando, acabando con los sobrevivientes, el predalien, Wolf, los xenomorfos y todo el pueblo. La onda expansiva desestabiliza el helicóptero, por lo que el grupo aterriza de emergencia en el bosque.
Los supervivientes caen en un claro, donde son interceptados por un grupo de militares; Dallas los enfrenta recriminándoles por matar a todos los sobrevivientes, sin embargo los soldados se limitan a decir que solo cumplian órdenes, para luego mantener al grupo seguros y darles asistencia médica. Un tiempo después, el arma de Wolf es entregada al coronel, que a la vez se la entrega a la jefa de una compañía llamada "Yutani". La mujer menciona que el mundo no esta listo para esa tecnología y el coronel le pregunta qué piensa hacer, pero la mujer solo queda en silencio; luego el coronel procede a cerrar el maletín; aparentemente conectando todo con la saga de Alien.

## Reparto
| Actor             | Papel             |
| ----------------- | ----------------- |
| Steven Pasquale   | Dallas Howard     |
| Reiko Aylesworth  | Kelly O'Brien     |
| Liam James        | Sam               |
| John Ortiz        | Eddie Morales     |
| Johnny Lewis      | Ricky Howard      |
| Ariel Gade        | Molly O'Brien     |
| Kristen Hager     | Jesse             |
| Sam Trammell      | Tim O'Brien       |
| Robert Joy        | Col. Stevens      |
| David Paetkau     | Dale Collins      |
| Chelah Horsdal    | Darcy             |
| Tom Woodruff, Jr. | Alien, Pred-Alien |
| Ian Whyte         | Depredador, Wolf  |
| Gina Holden       | Carrie Adams      |

## Premios y nominaciones
| Año  | Premio                | Categoría                               | Candidato                   | Resultado |
| ---- | --------------------- | --------------------------------------- | --------------------------- | --------- |
| 2007 | Golden Schmoes Awards | La más grande decepción del año         | Aliens vs Predator: Requiem | Nominado  |
| 2008 | MTV Movie & TV Awards | Mejor pelea                             | Aliens vs Predator: Requiem | Nominado  |
| 2008 | Razzie Awards         | Peor precuela o secuela                 | Aliens vs Predator: Requiem | Nominado  |
| 2008 | Razzie Awards         | Peor excusa para una película de terror | Aliens vs Predator: Requiem | Nominado  |
| 2008 | Teen Choice Awards    | Choice Movie: Rumble                    | Aliens vs Predator: Requiem | Nominado  |